# Kuldeep Singh
Kuldeep Singh (ur. 5 lutego 1966) – indyjski zapaśnik walczący w obu stylach. Olimpijczyk z Seulu 1988, gdzie odpadł w eliminacjach w kategorii 52 kg. Piąty na igrzyskach azjatyckich w 1986. Srebrny i brązowy medalista mistrzostw Azji w 1983. Mistrz Wspólnoty Narodów w 1989 roku.
- Turniej w Seulu 1988

Pokonał Wietnamczyka Nguyễna Kima Hươnga i Kolumbijczyka Oscara Muñoza. Przegrał z Węgrem László Bíró i Mongołem Cerenbaatarynem Enchbajarem.